# Église Notre-Dame-de-l'Assomption de Budavár
Pour les articles homonymes, voir Église Notre-Dame-de-l'Assomption.

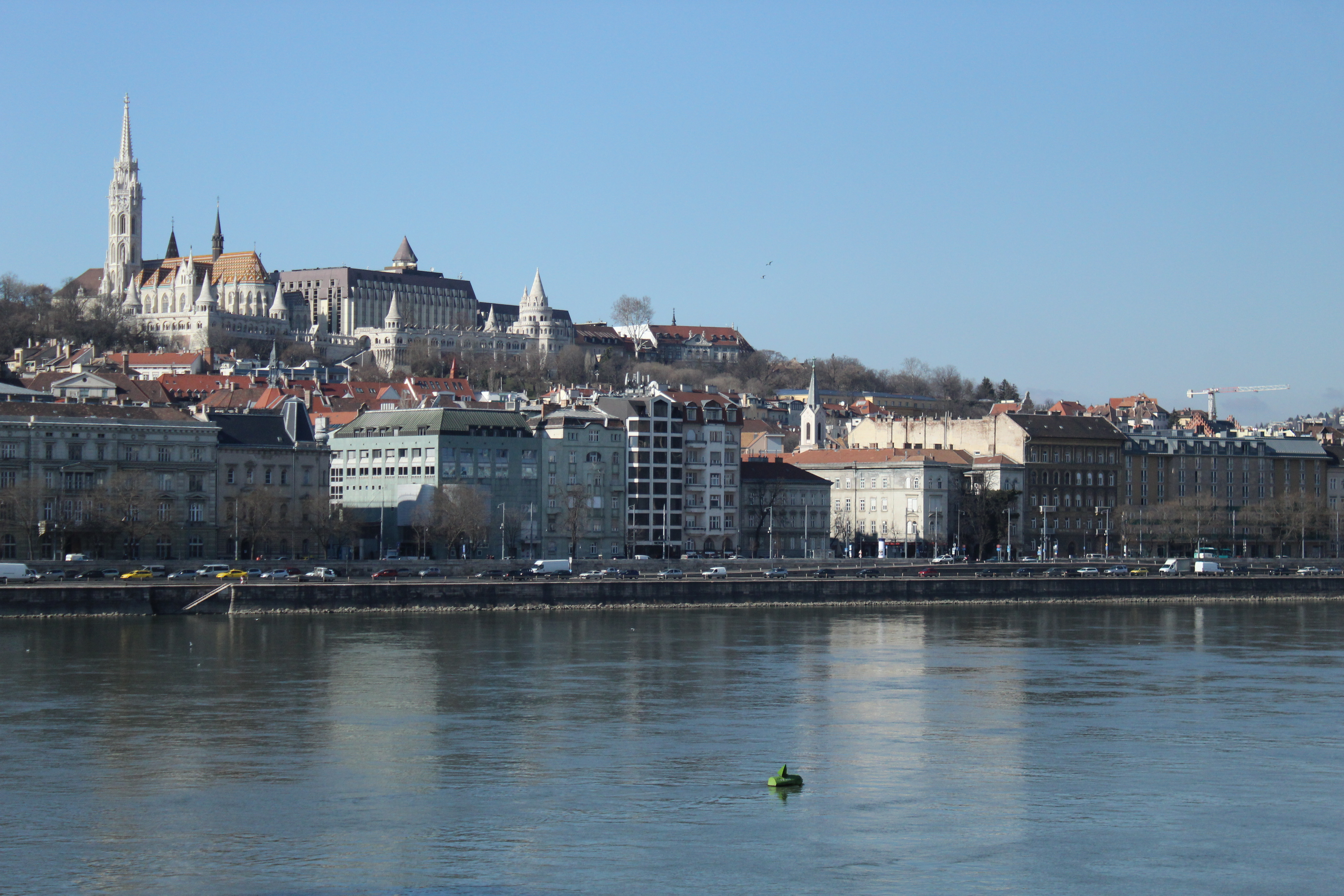
Beautiful view Mathew chruch

L’église Notre-Dame-de-l'Assomption de Budavár (Budavári Nagyboldogasszony-templom), église du couronnement de Budavár (Budavári Koronázó Főtemplom) ou église Matthias (Mátyás-templom) est l'un des principaux sanctuaires catholiques de Budapest, située sur Szentháromság tér dans le 1er arrondissement. Officiellement placée sous le patronage de Notre-Dame-de-l'Assomption, elle est reconstruite à de multiples reprises. Elle sert de cadre aux cérémonies du couronnement de plusieurs souverains hongrois et doit son appellation populaire à l'un d'entre eux, Mátyás Hunyadi, dit Mathias Corvin (1458-1490). 
Transformée en mosquée durant l'occupation ottomane, elle souffre des combats pour la libération de Buda et est reconstruite à plusieurs reprises depuis lors. 
Elle doit son aspect actuel à l'architecte Frigyes Schulek, qui dirige une campagne de restauration en profondeur entre 1873 et 1896. 

## Histoire
Si la tradition fait remonter la fondation d'un premier sanctuaire catholique au règne du roi Étienne Ier, au début du XIe siècle, la construction de l'édifice actuel débute plus de deux siècles plus tard, vers 1255, sous le règne du roi Béla IV. Plus de vingt ans sont nécessaires à l'achèvement de l'église, laquelle est consacrée en 1279.
En 1309, l'église voit la messe de couronnement du premier roi de la Maison d'Anjou, Charles-Robert Ier, après le sacre de ce dernier à Székesfehérvár. L'archevêque d'Esztergom, Tamás, ainsi que le légat pontifical Gentilis de Monteflorum, président la cérémonie. En 1342, les funérailles du souverain sont également célébrées en ce même lieu.
L'église est agrandie sous le règne du roi Louis le Grand (1326-1382). C'est à cette époque qu'est réalisé le portail du faux croisillon sud, dit « porte de Marie ». Les voûtes des collatéraux sont surélevées, transformant le sanctuaire catholique en église-halle. 
En 1384, le clocher de l'église s'effondre au cours d'un office, sans toutefois causer de victimes. Une nouvelle campagne de reconstruction intervient sous le règne du roi Sigismond de Luxembourg, au cours de laquelle sont notamment adjointes aux collatéraux deux absidioles hémicylindriques. Victimes de déprédations ultérieures, celles-ci ont aujourd'hui disparu.
Le 23 mars 1456, l'église paroissiale devient officiellement église collégiale. Deux ans plus tard, elle accueille le roi nouvellement élu Mathias Corvin, lequel fait dire une messe d'action de grâce à son arrivée à Buda. Au cours de son règne, il agrandit et embellit l'édifice. Il ordonne la construction du nouveau clocher de la collégiale : la « Tour Mátyás », laquelle est achevée en 1470.
Les noces du souverain y sont célébrées à deux reprises : une première fois avec Catherine de Poděbrady, princesse de Bohême, puis après le décès de cette dernière, avec Béatrice d'Aragon.

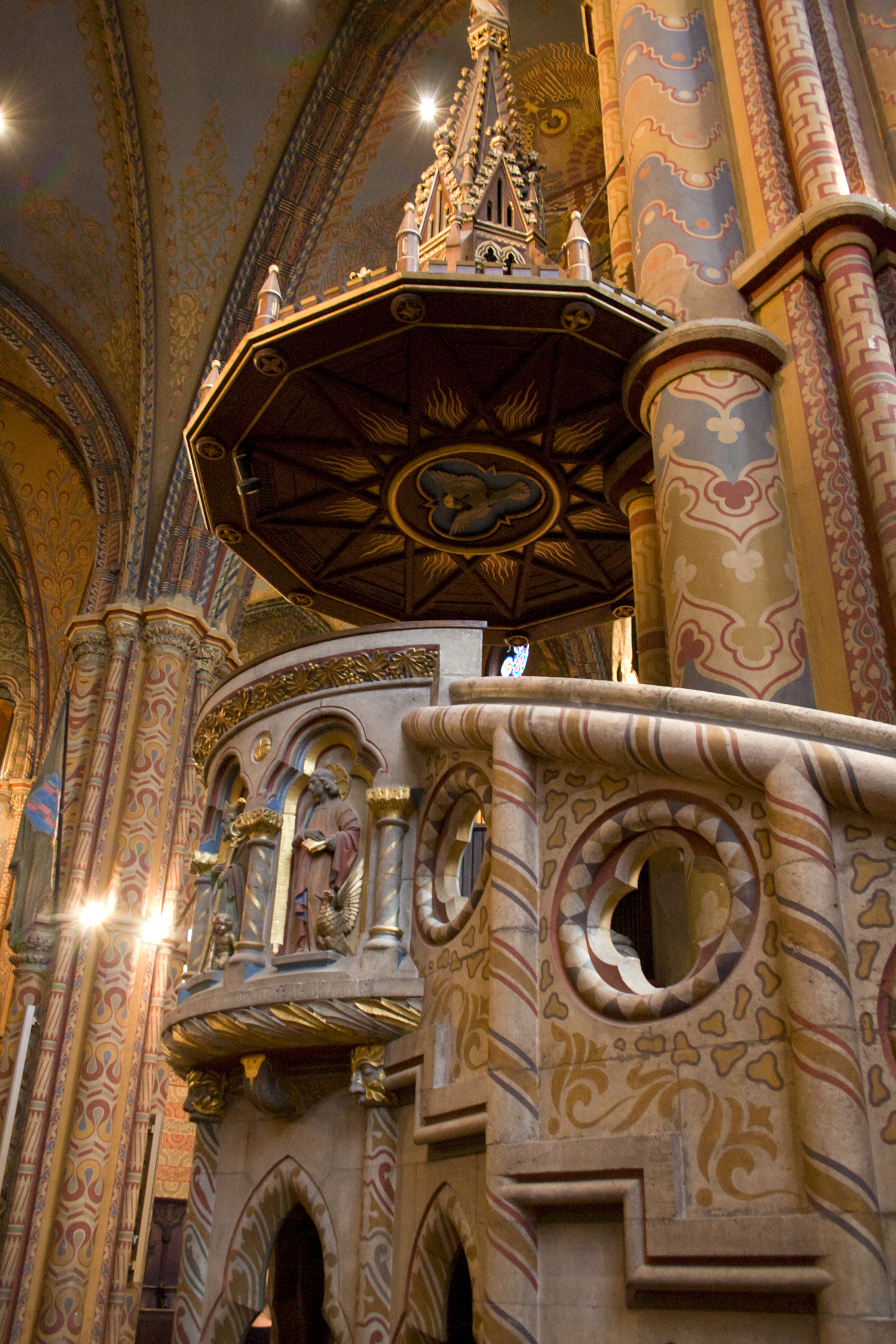
La chaire de l'église Matthias

La ville de Buda subit une première attaque ottomane en 1526. À l'issue de ce raid dévastateur, l'église est la proie des flammes. Le trésor de la collégiale est évacué par bateau jusqu'à Bratislava. Après plusieurs années de résistance aux armées ottomanes, Buda tombe finalement le 2 septembre 1541. L'église est alors transformée en mosquée, prenant officiellement le nom de « Suleyman Djami » ou « Mosquée de Soliman », hommage au sultan victorieux. Conformément aux prescriptions de l'Islam, les statues de saints sont ôtées, tandis que des sajjad viennent recouvrir le sol et les murs du sanctuaire catholique et qu'un mirhab est aménagé dans le mur sud. Une statue de la « Vierge à l'enfant » est « emmurée » de façon à ne pouvoir être vue des fidèles. Le sanctuaire reste affecté au culte musulman jusqu'en 1686.
Cette année-là, les armées chrétiennes conduites par le prince Eugène de Savoie reprennent la ville. Après un long siège, une canonnade entraîne des fissures de l'un des murs de l'église, laissant apparaître la statue de la Vierge emmurée plus d'un siècle plus tôt. Cet épisode, considéré par les chrétiens du temps comme le « Miracle de Buda » aurait contribué, selon la légende, à démoraliser les Ottomans.
À l'issue de la bataille, l'église est ruinée. Le roi Joseph Ier attribue le sanctuaire catholique aux jésuites, lesquels se chargent de sa reconstruction. De part et d'autre de la façade sont édifiés un collège et un séminaire dont les travaux sont achevés en 1714. Le clocher se voit couronner d'un dôme. En 1723, un incendie ravage ce dernier, qui s'effondre sur les voûtes de la nef. La tour, cette fois couronnée d'un bulbe, est reconstruite en 1737. En 1841, le bulbe est remplacé par un toit de tuiles plates.

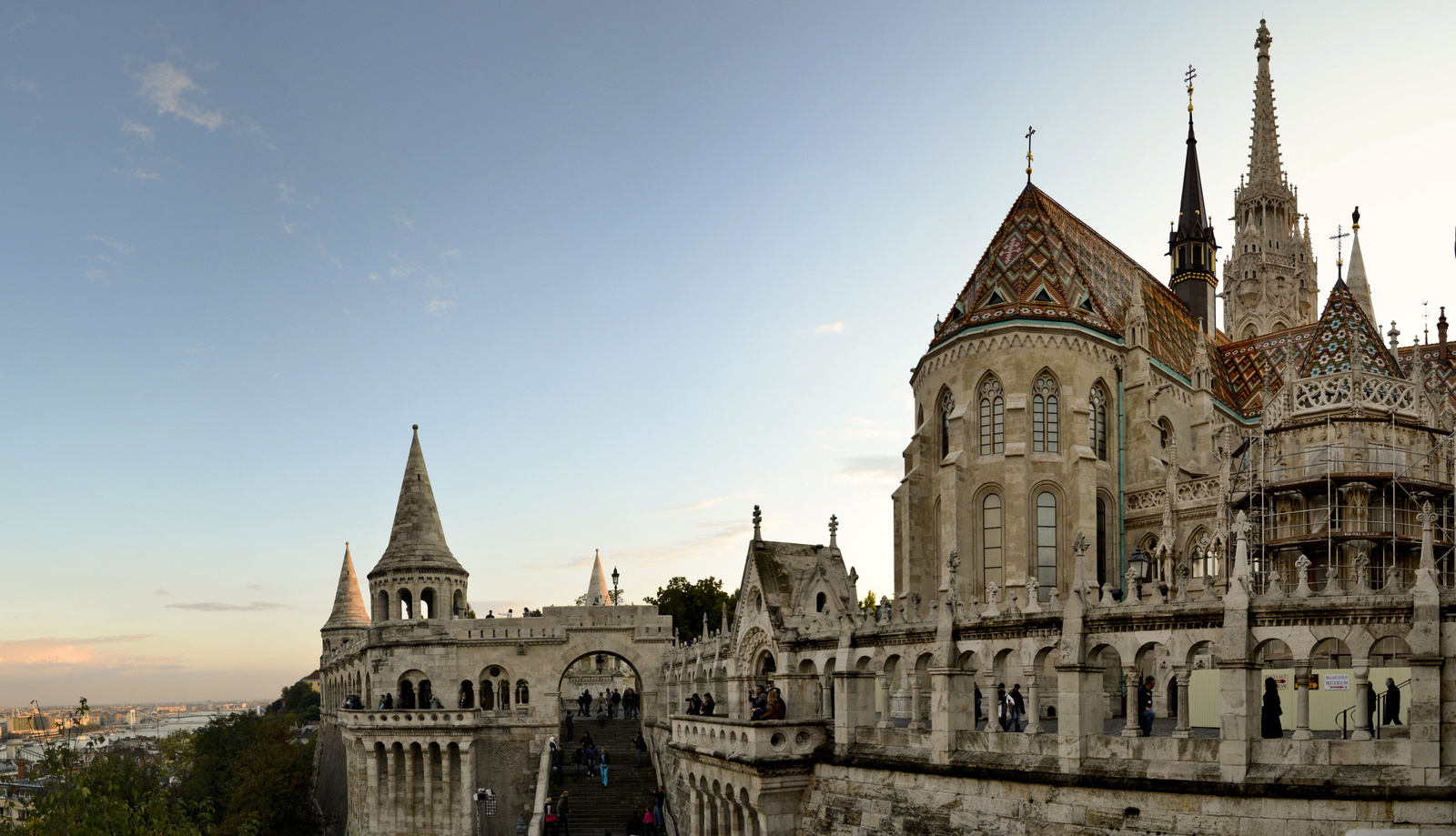
L'église doit son apparence actuelle à l'architecte Frigyes Schulek, qui dirige une campagne de restauration en profondeur entre 1873 et 1896.

Le 8 juin 1867, l'église sert de cadre au couronnement de François-Joseph Ier et de son épouse Élisabeth de Wittelsbach, comme roi et reine de Hongrie. C'est au cours de cette cérémonie, présidée par le cardinal János Simor, qu'est jouée pour la première fois la « Messe du couronnement » de Franz Liszt, que le compositeur dirige lui-même.
Une grande campagne de reconstruction est ordonnée par le souverain. Confiée à l'architecte Frigyes Schulek, elle débute en 1873 et n'est achevée que plus de vingt ans plus tard, en 1896. Les ornements baroques sont supprimés. Une partie de l'édifice est reconstruite dans un style néo-gothique inspiré de l'architecture du XIVe siècle.
Le 30 décembre 1916, le cardinal János Csernoch préside la cérémonie du couronnement du dernier roi de Hongrie, Charles IV, et de son épouse la reine Zita.
Le siège de la ville par les armées soviétiques, durant la Seconde Guerre mondiale, cause de sérieux dégâts à l'édifice. Les Allemands transforment la crypte en « bunker » de fortune. À l'issue du conflit, l'église est fermée par les autorités communistes. 
Promise à la démolition, l'église est pourtant restaurée à partir de 1950. Les travaux s'achèvent en 1970.
En visite pastorale en Hongrie, le pape Jean-Paul II célèbre un office dans l'église le 19 août 1991. 
Trois ans plus tard, le 24 juin 1994, une bombe explose à proximité de l'édifice, endommageant partiellement plusieurs vitraux de la chapelle Saint-Étienne. 

## Architecture
Malgré de nombreuses destructions au cours des siècles, l'église conserve une partie de sa structure originelle. Ainsi du chœur, formé de deux travées droites et d'un rond-point, intégré dans une abside sans déambulatoire. La construction de cet ensemble s'est étalée sur dix ans, de 1250 à 1260. Si la partie inférieure est encore marquée par l'architecture romane (contreforts, baies en plein-cintre), la partie supérieure présente des caractéristiques gothiques plus marquées, notamment dans les fenêtres hautes. Le maître-autel néo-gothique, dessiné par Frigyes Shulek, s'inspire des triptyques gothiques. La partie centrale intègre une statue de la Vierge dans une mandorle.
La première travée droite ouvre sur deux chapelles latérales, autrefois prolongées par des absidioles hémicyclindriques. L'élévation de cette travée est à quatre niveaux : grandes arcades, murs pleins, triforia formant des séries de cinq baies polylobées et oculi, l'ensemble étant entièrement recouvert de fresques polychromes, lesquelles se répandent également sur les voûtes. Réalisées au XIXe siècle, elles prennent pour thème des scènes religieuses ou historiques magyares. 

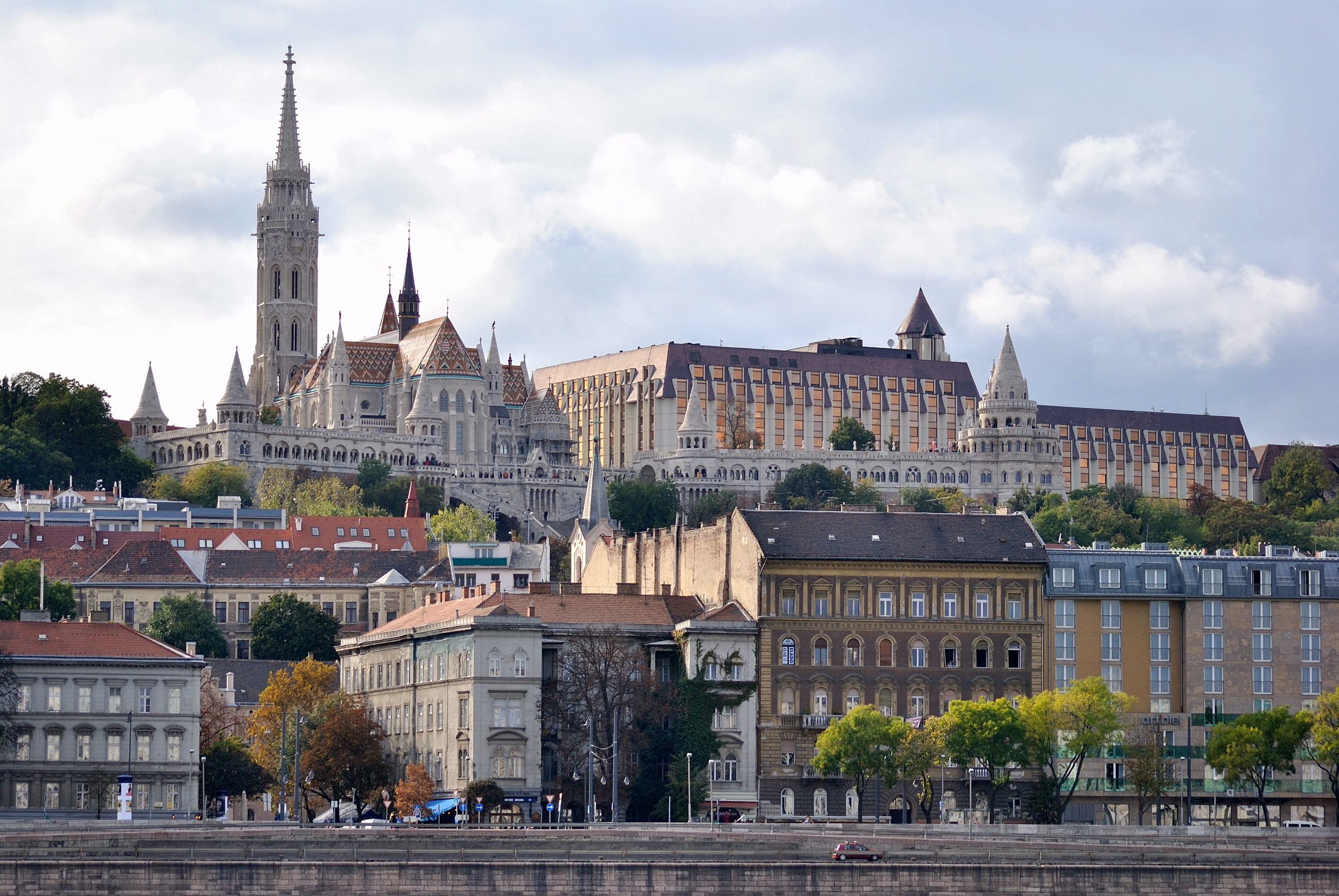
La silhouette caractéristique de l'église, campée sur une colline dominant toute la ville.

Sous le chœur, une crypte néo-romane a été entièrement réalisée au XIXe siècle. Contrastant par sa sobriété avec le reste de l'édifice, elle forme un triple vaisseau bordé de chapelles latérales, et est entièrement recouverte d'une voûte d'arêtes. 
Une nef de quatre travées, doublée de bas-côtés, a été édifiée entre 1260 et 1279. Les bas-côtés ont été surhaussés au XIVe siècle, faisant du sanctuaire catholique une église-halle. 
Un ensemble de chapelles latérales a été ajouté au cours de la période de reconstruction du sanctuaire par Frigyes Schulek entre 1872 et 1896. Parmi celles-ci, notons ainsi la'chapelle Saint-Émeric, dotée d'un retable à trois volets, la chapelle Saint-Ladislas, couverte de fresques réalisées par le peintre germano-hongrois Károly Lotz, la chapelle de la Trinité, abritant les gisants du roi Béla III et de son épouse la reine Anne de Chastillon, ou encore la chapelle de Lorette, abritant une statue de la Vierge. 

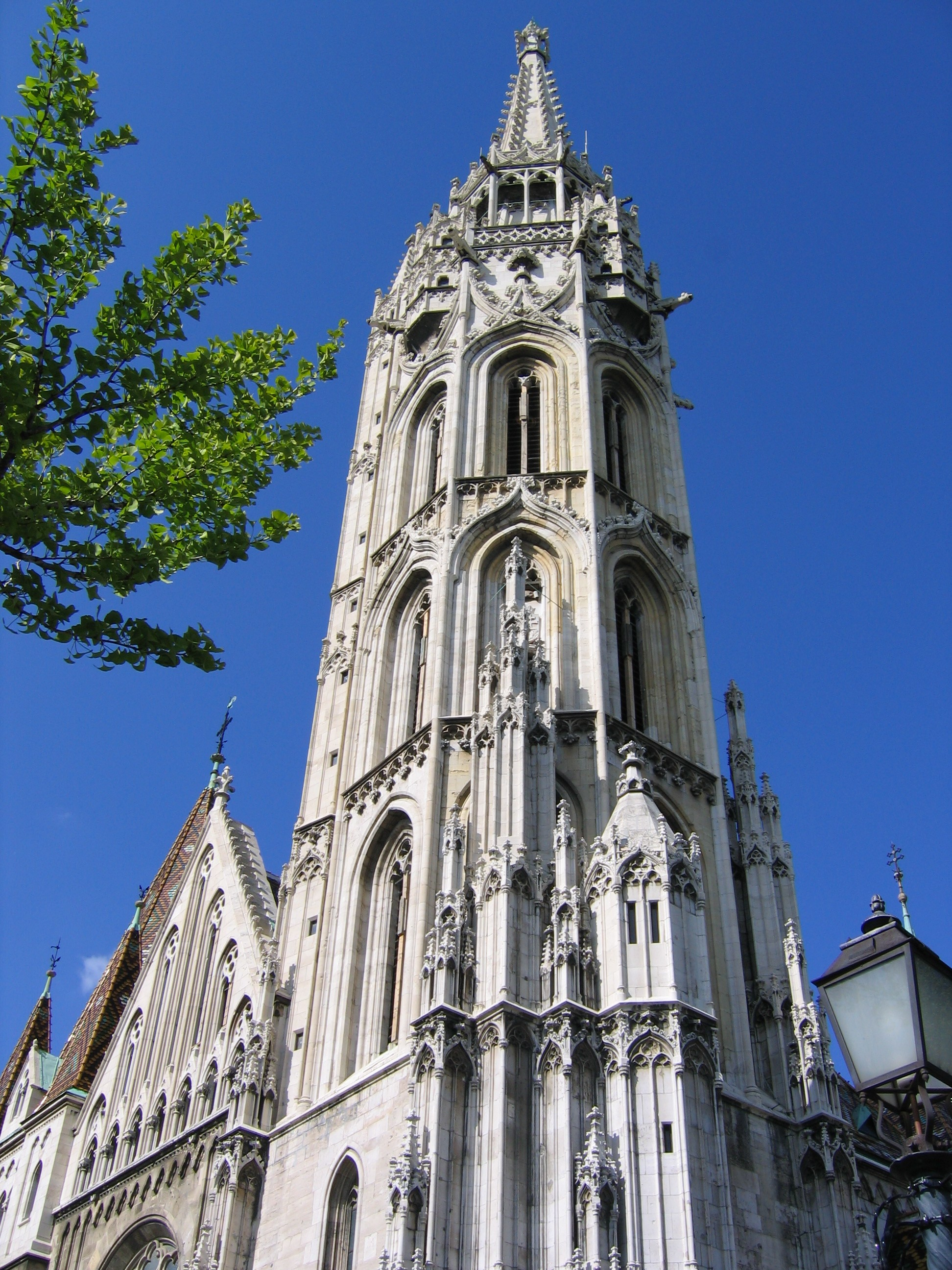
La Tour Mátyás, réalisation néo-gothique du XIXe siècle

De grandes baies ogivales bordent la partie sud de l'édifice. Elles abritent des vitraux réalisés au XIXe siècle par Bertalan Székely, Frigyes Schulek et Károly Lotz. Le faux croisillon sud est remarquable par la présence d'un portail gothique du XIVe siècle dont le tympan prend pour thème la « Dormition de la Vierge ».
Un narthex fait la jonction entre la nef et le parvis. La façade principale abrite une rosace néo-gothique ainsi qu'un portail unique. Ce dernier conserve un tympan représentant une Vierge à l'enfant encadrée de deux anges, œuvre de l'artiste Lajos Lantai.
Deux tours bordent la façade principale. Au nord, la « 'Tour Béla » ne s'atteint guère plus que la hauteur du pignon de la façade. Prolongée par une flèche octogonale, elle répond à la « Tour Mátyás », haute de 60 mètres. La base quadrangulaire devient octogonale à partir du second niveau et se termine par une flèche en pierre d'inspiration flamboyante. Cette dernière a été entièrement imaginée par Frigyes Schulek. 
Les toits de l'église sont recouverts de tuiles vernissées multicolores et sont caractéristiques du style Sécession.
L'église est aujourd'hui l'un des lieux emblématiques de la capitale hongroise et est intégrée à un secteur sauvegardé classé au patrimoine mondial de l'humanité par l'Unesco.